# Pas på nerverne
|  | Denne artikel er oprettet af botten PalnaBot ud fra en ekstern database. Den kan derfor have sproglige fejl eller mangler. Denne skabelon kan fjernes efter kontrol af indholdet. |

Pas på nerverne er en dokumentarfilm fra 2005 instrueret af René Bo Hansen efter manuskript af René Bo Hansen, Nikolaj Sebaldus.

## Handling
»Pas på nerverne« er et kærligt og humoristisk portræt af en opvækst i Københavns barske Nordvest-kvarter. Omdrejningspunktet er legepladsen Degnestavnen med dens nye og gamle brugere og stedets leder, den 59-årige ildsjæl Niels Bay, som gennem 18 år med succes har anvendt en engageret og særdeles uortodoks pædagogik. Børnene er overvejende af anden etnisk baggrund end dansk og med et selvværd helt i bund. Omgangstonen er ofte rå, men 'Nede i Niel' kaster drengene sig ivrigt ud i konkurrencer om at opføre sig mest fornuftigt på fodboldholdet og i paratviden om Shakespeare, Kierkegaard og Holberg. Filmen giver et fordomsfrit og tankevækkende indblik i et hårdt belastet miljø i dagens Danmark og giver stof til debat om integration, social arv og pædagogik.